# Timbales
Timbales är två grunda, cylindriska metalltrummor med skinn på ovansidan och öppen undersida. Skinnen är tunna, hårt spända och spelas med relativt tunna trästockar. Timbales används i första hand till afrokubansk musik, men förekommer även i andra musikstilar.

## Historia
Timbales utvecklades i början på 1900-talet för att bli en bärbar ersättare för orkesterpukor i afrokubanska orkestrar. Ordet timbales betyder egentligen orkesterpukor på både franska och spanska. I Frankrike kallas därför dessa lätta trummor för timbales latines.

## Traditionell uppställning
Den traditionella timbalesuppställningen utgörs av två trummor sida vid sida på ett gemensamt stativ. Vänster trumma kallas hembra (hona) och är något större, oftast 14" eller 35 cm, medan den högra kallas macho (hanne) och brukar vara 13" eller 33 cm. Macho stäms högst, ofta en kvart eller däromkring över hembra.
Till uppställningen hör även två koklockor på en gemensam pinne som sticker upp strax bakom trummorna – en stor och dov mamboklocka åt höger samt en mindre cha-cha-klocka åt vänster. Det blir alltså stor klocka vid liten trumma och vice versa.
Så småningom inkluderades ofta även en cymbal i uppsättningen. Det är inte alla traditionella timbaleros som anser att cymbalen hör till.
Trumstockar till timbales är tunnare än vanliga trumpinnar och jämntjocka hela vägen. Tunnaste sorten är bara 8 mm tjock, medan 9 mm är en mera vanlig kaliber.

## Spelsätt
Det finns många sätt att frambringa ljud på ett timbales-set.
På trumskinnet:
- Vanligt trumslag med stocken mot skinnets mitt
- Vanligt trumslag där andra handen samtidigt trycker på skinnet
- Kantslag där stocken träffar skinn och sarg samtidigt
- Dämpat kantslag med handen och stockens ena ända på skinnet när stocken även träffar sargen
- Öppet slag med bara fingrarna som gör en studs mitt på skinnet
- Dämpat slag med bara fingrarna som landar mitt på skinnet
- Med mjuka pukstockar en bit in på skinnet (främst i konstmusik)

På trummans sida:
- Cascara: Slag med stocken mot trummans yttersida

På koklocka:
- Slag med stocken vid klockans öppning
- Slag med stocken mitt på klockan
- Slag med stockens spets vid klockans hals

Odämpade slag mot skinnet ger en genomträngande klang, inte minst vid kantslag. Därför används de sällan i rena kompsituationer, speciellt inte där sången är viktig. De är dock utmärkta som korta kommentarer, accenter och utfyllnader där utrymme finns. De passar även som förstärkning av blåsfigurer och naturligtvis i solistiska partier.

## Timbales i salsa
I salsans första avdelning med verser och refränger utgörs grundkompet av cascara-slag. Rytmfiguren kallas ofta paila och kan innefatta både en cascara-figur med höger stock och en motfigur med vänster hand på hembra-skinnet.
Exempel på paila i 3–2 clave ('o' anger öppet slag och '+' dämpat):
```
         |1 . 2 . 3 . 4 .|1 . 2 . 3 . 4 .|
         |               |               |
cascara  |x x x x   x|x x   x x x|
hand     |    +       o  |    +       o  |
```

I övergångar spelas gärna en liten figur som kallas abanico. Den består av ett markerat slag (gärna ett kantslag), följt av en kort virvel som siktar fram till en ny etta. I all sin enkelhet kan den symbolisera att man avslutar en flygande boll genom att ta en lyra, tar sats och skjuter iväg en ny boll.
I salsans andra avdelning, montunon, används koklockorna betydligt mer. Man kan flytta över cascara-rytmen till lilla klockan eller spela vidareutvecklade komprytmer som nyttjar bägge klockorna. I mambodelen utgör mamboklockan nästan alltid grunden med kraftiga och dova slag på alla fjärdedelar.